# Masterplast

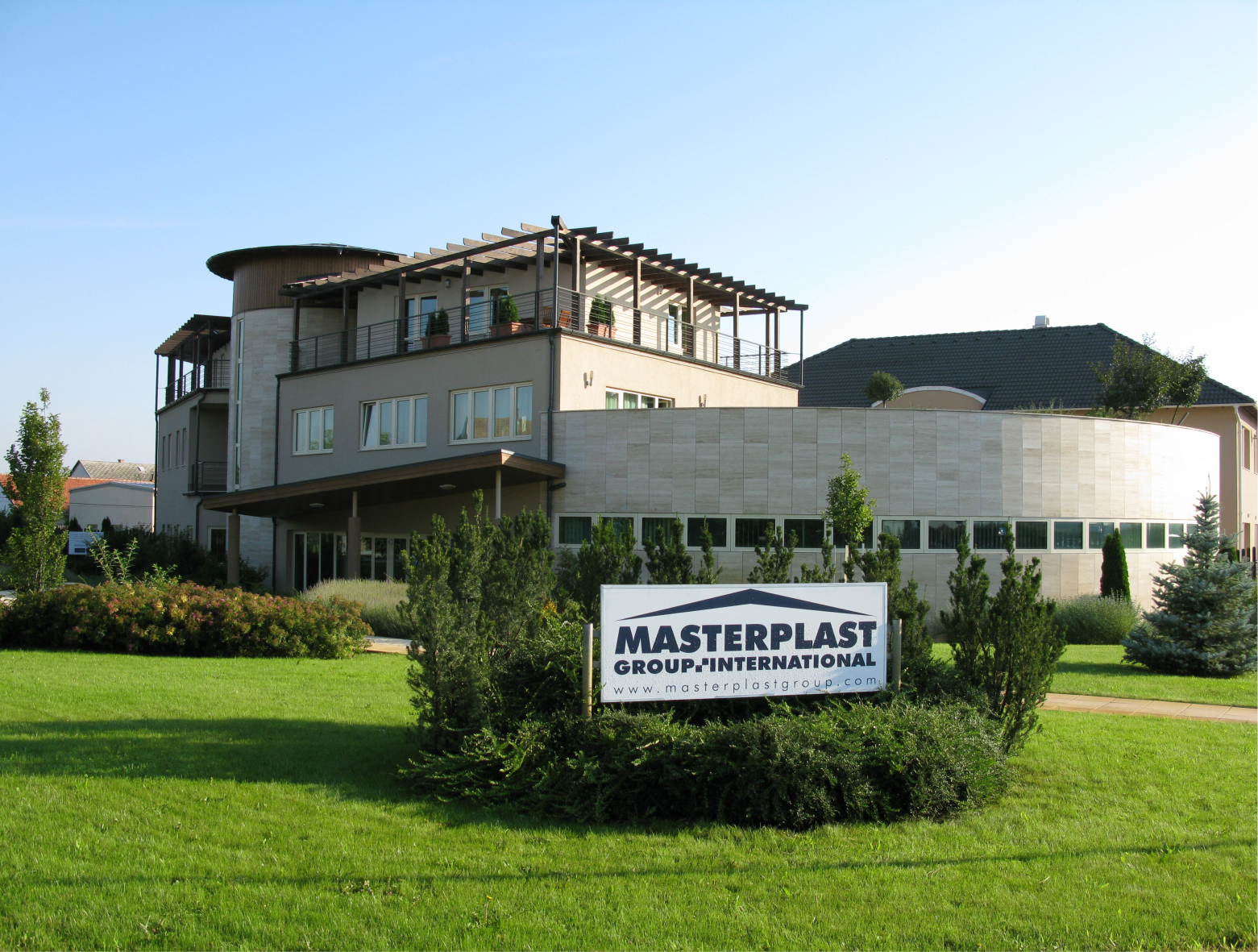
Blick auf Zentrale in Sárszentmihály

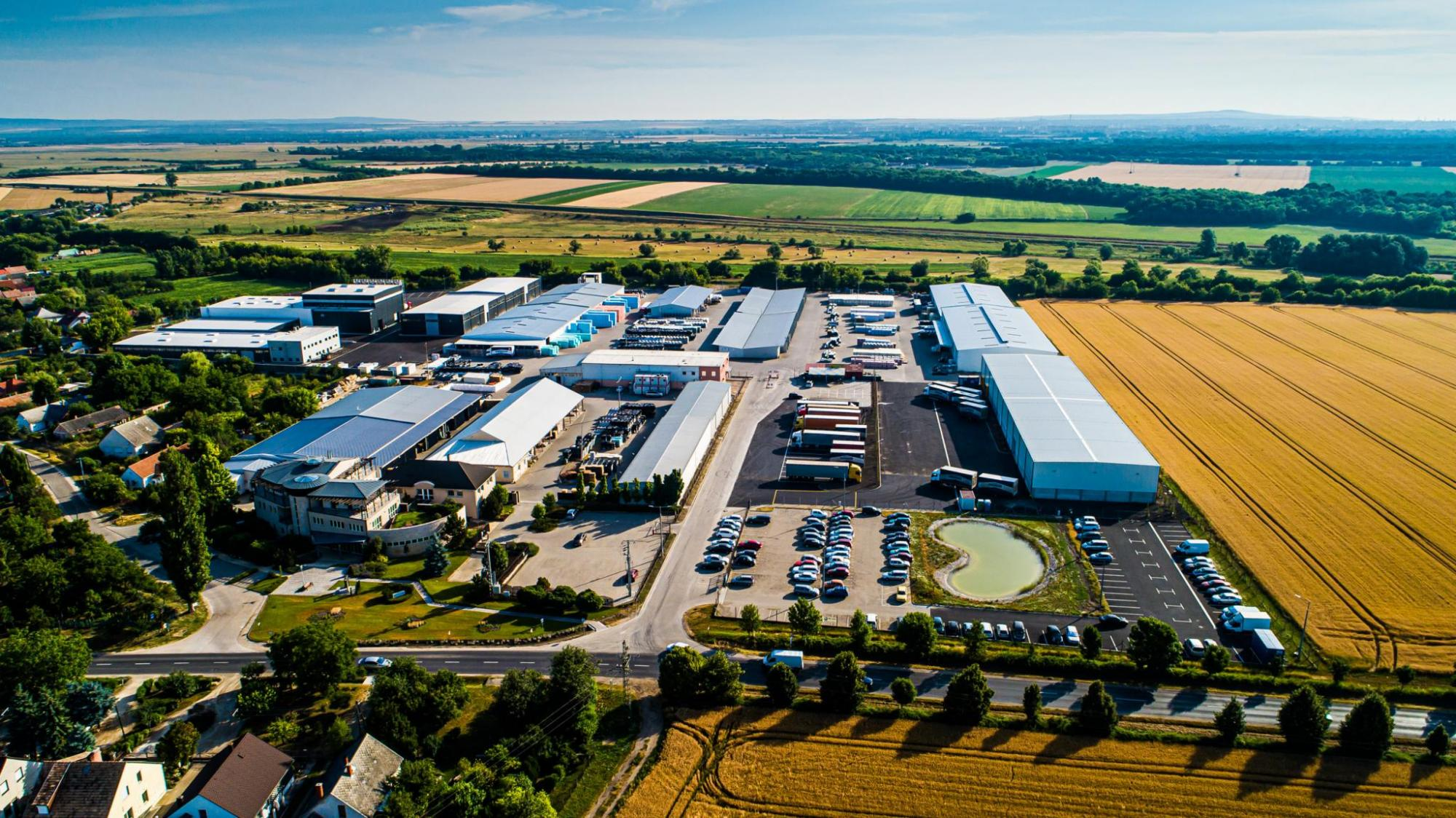
Werk in Sárszentmihály

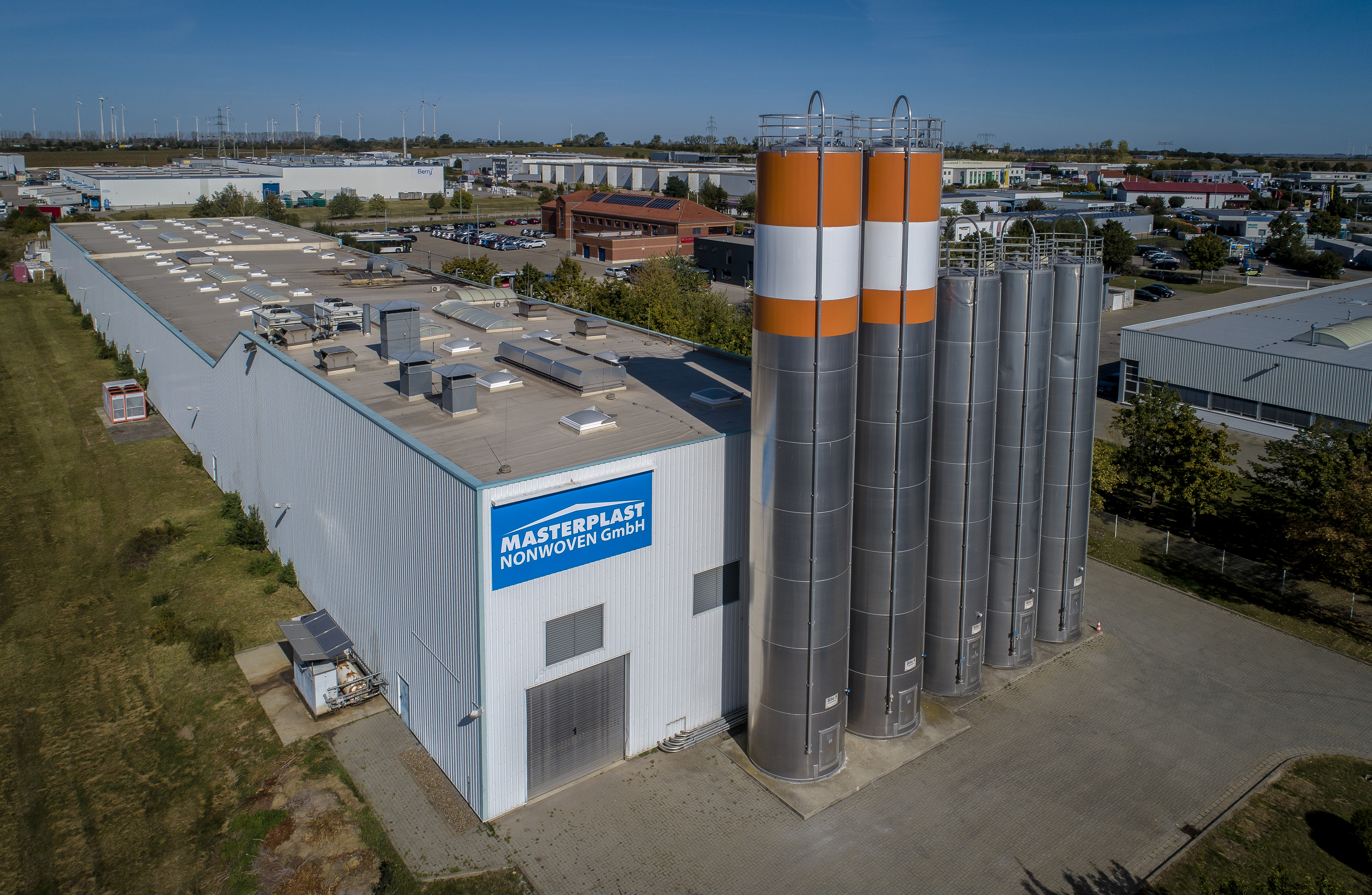
Masterplast in Aschersleben

Masterplast (Masterplast Nyrt) ist ein ungarischer Baustoffhersteller, der seinen Sitz in Sárszentmihály im Kreis Székesfehérvár hat. Das Unternehmen hat sich spezialisiert auf den Markt für Fassadendämmung, Hochdachdämmung und Trockenbausysteme. Es beschäftigt über 1.000 Mitarbeiter und ist mit ihren Tochterfirmen in 8 Ländern Mittel- und Osteuropas vertreten.
Die Aktie von Masterplast ist im ungarischen Aktienindex BUX enthalten.

## Geschichte
Masterplast Nyrt. nahm 1997 den Betrieb in Székesfehérvár auf. Die Tätigkeit des von Dávid Tibor und Balázs Ács gegründeten Unternehmens war der Baustoffhandel, dessen Hauptprodukte Dachfolien, Glasfasergewebe und Zubehörprodukte für die Bauindustrie waren. 2 Jahre später war es Marktführer in Ungarn.
Der internationale Ausbau des Geschäfts begann 1999 mit dem Eintritt in den Markt in der Slowakei, es folgten Rumänien 2001, Kroatien, Serbien, Nordmazedonien 2002, Ukraine und Polen  005. Bis 2018 ist Masterplast mit einer Produktionskapazität von 100 Millionen Quadratmetern auf Platz 3 im Ranking der europäischen Glasfasergewebehersteller vorgerückt.
Die Einführung der Aktien des Unternehmens an der Budapester Börse erfolgte am 9. November 2011. Im Jahre 2012 wurde eine Kapitalerhöhung durchgeführt.